# Nabor Cornelio Álvarez
Nabor Cornelio Álvarez es una localidad del municipio de Jalpa de Méndez ubicado en la subregión centro del estado mexicano de Tabasco.

## Geografía
La localidad se ubica a 6.8 kilómetros (en dirección noroeste) de la localidad de Jalpa de Méndez, la cabecera y lugar más poblado del municipio. Se sitúa en las coordenadas geográficas 18°08′22″N 93°06′48″O / 18.139444, -93.113333, a una elevación de 5 metros sobre el nivel del mar.

## Demografía
Según el Conteo de Población y Vivienda 2020, efectuado por el Instituto Nacional de Estadística y Geografía, la localidad de Nabor Cornelio Álvarez tiene 247 habitantes, de los cuales 121 son del sexo masculino y 126 del sexo femenino. Su tasa de fecundidad es de 2.45 hijos por mujer y tiene 62 viviendas particulares habitadas.
| Gráfica de evolución demográfica de Nabor Cornelio Álvarez entre 1990 y 2020 |
|                                                                              |
| INEGI.                                                                       |